# 法语社群政府

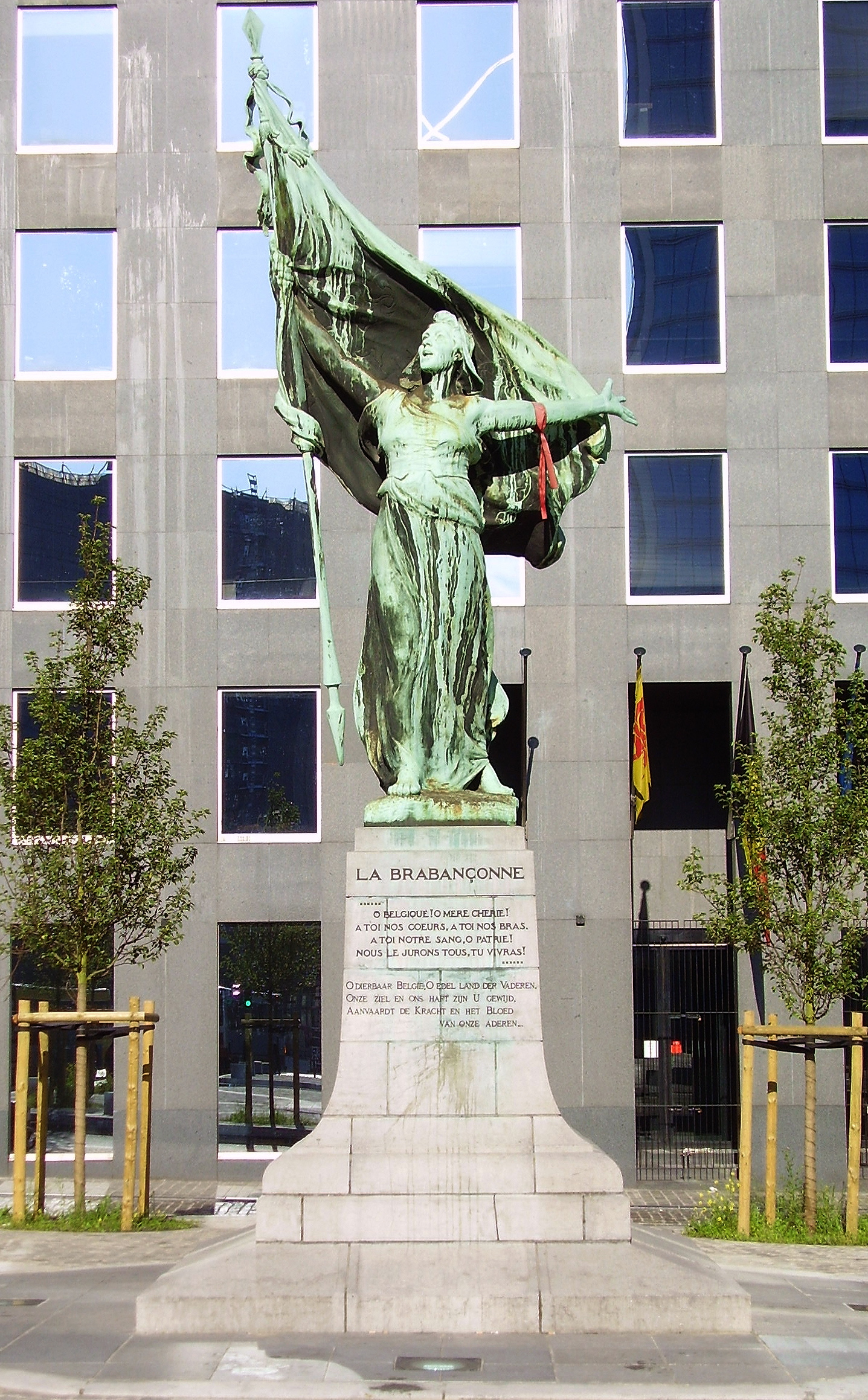
法语社群政府驻地，叙尔莱·德绍基耶广场

法语社群政府（法語：gouvernement de la Communauté française），又称瓦隆尼亚-布鲁塞尔联邦政府（法語：gouvernement de la Fédération Wallonie-Bruxelles），是比利时法语社群的行政部门，也是比利时的六个主要政府（联邦政府、布鲁塞尔首都大区政府、弗拉芒政府、瓦隆政府、法语社群政府、德语社群政府）之一，政府驻地位于布鲁塞尔首都大区。其由法语社群议会选出的若干部长组成，并由一位首长领导。